# Hangar-7

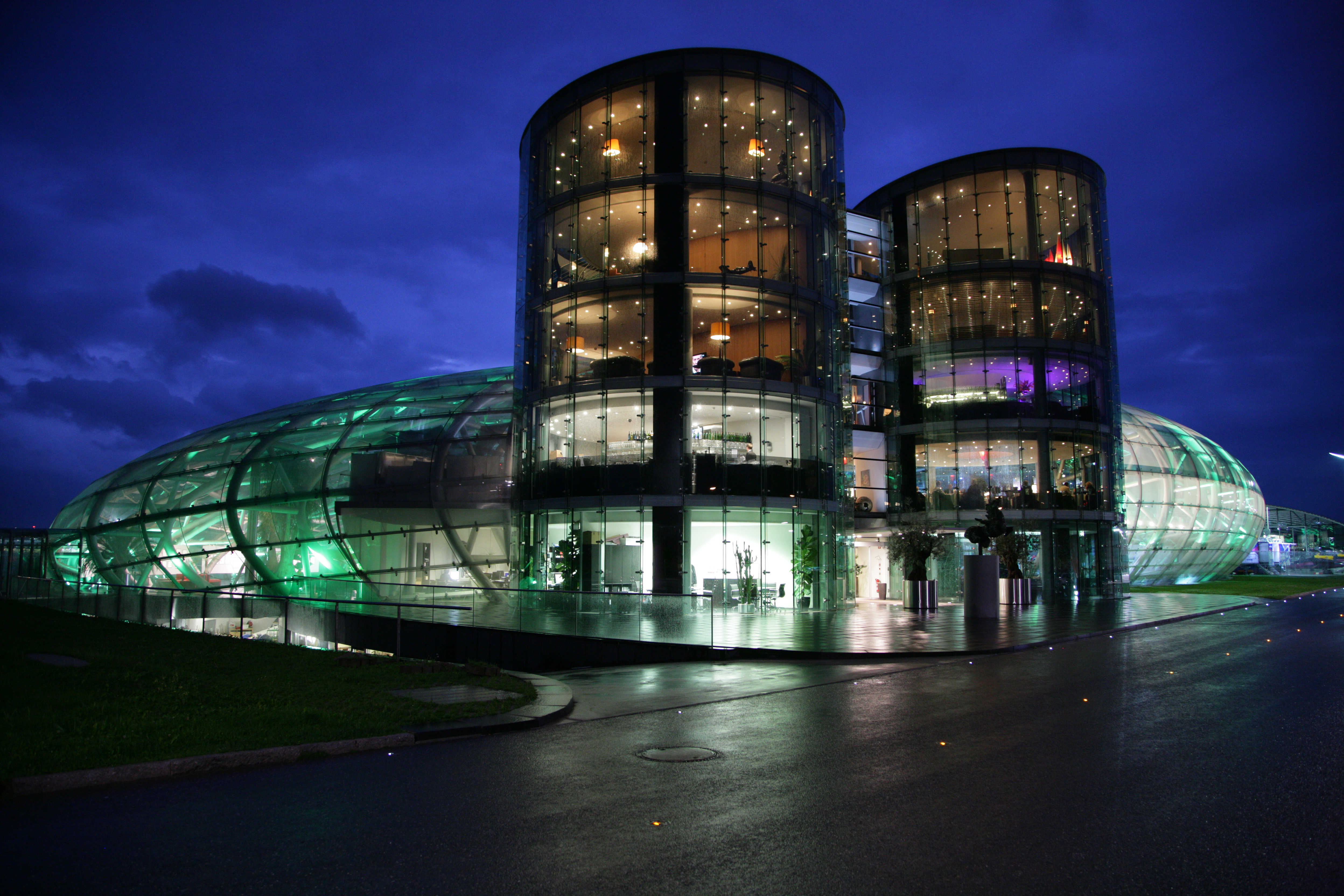
Hangar-7 a noite.

Hangar-7 é um edifício multifuncional localizado dentro do aeroporto de Salzburgo, na Áustria.
Considerado um complexo futurista, ele pertence à Red Bull, e lá ficam expostos as aeronaves e os carros da Red Bull. Além disso, ele abriga um dos mais famosos restaurantes do mundo, o Ikarus.
Os Campeonatos Mundiais de Aviões de Papel são disputados neste hangar.